# 扎克里尼恰 (文尼察州)
49°20′16″N 29°29′49″E / 49.33778°N 29.49694°E
扎克里尼恰（羅馬化：Zakrynychchia）是烏克蘭的村落，位於該國西部文尼察州，由文尼察區負責管轄，始建於1680年，面積1.29平方公里，海拔高度219米，2020年人口70，人口密度每平方公里126.16人。